# Cratere Uvaysi
Uvaysi  è un cratere sulla superficie di Venere. Deve il proprio nome ad Uvaysiy (1781-1845), poetessa uzbeka della letteratura sufi.